# Манси, Джованни Доменико
Джованни Доменико Ма́нси (лат. Joannis Dominici Mansi, итал. Giovanni (Gian) Domenico Mansi; 16 февраля 1692 — 27 сентября 1769) — итальянский прелат, богослов, учёный и историк, известный своими трудами по собиранию, редактированию и изданию документов церковных Соборов. Главным плодом его деятельности стало наиболее полное издание сборника, состоящего из 31 тома документов поместных и Вселенских Соборов, под названием «Sacrorum conciliorum nova et amplissima collectio».
Иоанн родился в Лукке, в семье патрициев и умер архиепископом этого города. В возрасте шестнадцати лет он вступил в «Конгрегацию постоянных служителей Божией Матери», а затем избрал свою профессию в 1710 году. Манси стал архиепископом Лукки в 1765 году и практически всю жизнь, за исключением отдельных поездок, провел в одном городе. Через три года после своего рукоположения в епископство Иоанн перенес тяжёлый инсульт, после чего испытывал боли до конца жизни, но не был парализован.